# Vladislav Sourkov
Pour les articles homonymes, voir Sourkov.
Vladislav Iouriévitch Sourkov (en russe : Владислав Юрьевич Сурков), né Aslambek Andarbekovitch Doudaïev le 21 septembre 1964, est un homme d'affaires et homme politique russe, cofondateur du parti Russie unie qui mène Vladimir Poutine au pouvoir en 2001.
Largement considéré comme le principal idéologue du Kremlin des années 2000, auteur du concept de « démocratie souveraine » et de « verticale du pouvoir », il est nommé vice-président du gouvernement, chargé de la modernisation, le 27 décembre 2011 par le président Dmitri Medvedev.
Il a le grade civil de conseiller d'État effectif de la fédération de Russie de 1re classe.

## Biographie

### Études
Vladislav Sourkov, fils d'un instituteur tchétchène (Andarbek Doudaïev - devenu ensuite Youri Doudaïev, né en 1942), est déclaré à la naissance sous le nom d'Aslambek Doudaïev. Seule sa mère l'appelle Vladislav dans ses premières années. Il passe les cinq premières années de sa vie en Tchétchénie, d'après ce qu'il déclare dans une interview au journal allemand Der Spiegel, où son père est instituteur à Douba-Yourt, dans le raïon de Chali, au centre de la république autonome. Ensuite son père devient employé à l'état-major du ministère de la Défense d'URSS. Il est aujourd'hui retraité militaire à Oufa. Vladislav Sourkov prend après la séparation de ses parents le nom de jeune fille de sa mère - d'ethnie russe - née Zoïa Antonovna Sourkova, diplômée de l'institut pédagogique de Lipetsk, puis institutrice à Douba-Yourt où elle s'est mariée avec Youri Doudaïev. Le ménage se sépare lorsque l'enfant a cinq ans et celui-ci part vivre avec sa mère à Skopine dans l'Oblast de Riazan. Il est inscrit à l'école sous le nom de Vladislav Sourkov et reçoit ses papiers sous ce nom. Après ses études secondaires à Skopine, il fréquente l'institut moscovite des métaux et alliages pendant l'année universitaire 1982-1983, où il rencontre le futur oligarque Mikhaïl Fridman. Il effectue son service militaire de 1983 à 1985, officiellement au sein d'un régiment d'artillerie basé en Hongrie, ou comme l'a affirmé Sergueï Ivanov en 2006, à la direction générale des renseignements de l'État-major des forces armées russes et soviétiques. Libéré de ses obligations, Sourkov suit une formation de direction de théâtre à l'institut moscovite de la culture (aujourd'hui université d'État moscovite de la culture et des arts), pendant trois ans, mais n'achève pas le cursus. Ce n'est qu'à la fin des années 1990 qu'il décroche un master en économie à l'université internationale de Moscou (en) (fondée en 1991).

### Carrière privée
Vladislav Sourkov commence sa carrière en 1987 en travaillant d'abord au service de publicité du centre interprofessionnel des programmes scientifiques et techniques (dirigé par Mikhaïl Khodorkovski), puis s'ouvre aux affaires dès que l'URSS lève l'interdiction de la propriété privée et de l'entreprenariat privé. Il travaille durant les années 1990 pour Khodorkovski, devenu milliardaire grâce au rachat d'actions d'entreprises d'État ne valant plus rien depuis l'effondrement économique de l'URSS et le passage à l'économie de marché. En 1997, Mikhaïl Fridman l'embauche au sein d'Alfa Bank, avant qu'il ne soit élu en 2004 à la tête du comité de direction du transporteur pétrolier russe Transneft.

### Carrière publique
Après un bref poste de directeur des relations publiques de la chaîne de télévision russe Perviy Kanal entre 1998 et 1999, il devient premier adjoint au chef de l'administration présidentielle russe, poste qu'il occupe jusqu'en 2011.
Durant les années 2000, il théorise les concepts du premier mandat présidentiel de Vladimir Poutine autour de la « verticale du pouvoir » et de la « démocratie souveraine »,.
Le 27 décembre 2011, il est nommé vice-président du gouvernement, chargé de la modernisation, le no 3 du gouvernement. Il démissionne de son poste le 8 mai 2013, « pour raison personnelle ». Le 21 septembre 2013, il est nommé conseiller de la présidence de la fédération de Russie pour les questions relatives à l'Abkhazie et à l'Ossétie du Sud, fonction qu'il occupe jusqu'au 7 mai 2018, puis du 13 juin 2018 au 18 février 2020.
Il fait partie des personnalités politiques russes que l'administration de Barack Obama a suspendues de visa et dont elle a gelé les éventuels avoirs aux États-Unis, en représailles au rattachement de la Crimée à la fédération de Russie, le 16 mars 2014. Quelque temps plus tard, c'est au tour de l'Union européenne de le frapper des mêmes sanctions.
Le président ukrainien Petro Porochenko accuse le Kremlin, le 20 février 2015, d’avoir organisé et dirigé l’assassinat de manifestants anti-russes l'année précédente place Maïdan à Kiev, par l’intermédiaire de Vladislav Sourkov, conseiller du président Poutine. Le ministère russe des Affaires étrangères qualifie ses déclarations de « dignes de traitement psychiatrique » et de « spéculations sur la mort de gens ».  
Selon Le Figaro, Vladislav Sourkov, homme clé des opérations russes en Ukraine à partir de 2014, confie le 16 février 2023 sur une chaîne Telegram que les autorités russes n'ont jamais eu l'intention d'appliquer les accords de Minsk II.

## Fiction
L'écrivain Giuliano da Empoli révèle que le personnage de Vadim Baranov dans son ouvrage Le Mage du Kremlin (2022, Éd. Gallimard,  (ISBN 2072958164)) est en partie inspiré de Vladislav Sourkov.